# Konzervacija restauracija emajla na metalu
Konzervacija restauracija emajla na metalu specijalnost je unutar konzervacije restauracije metala posvećena konzerviranju restauriranju emajliranih predmeta od bakra, željeza,srebra i zlata.
U nju su uključena sva djelovanja usmjerena na sprječavanje odnosno usporavanje propadanja emajliranih metalnih predmeta, kao i na poboljšanje dostupnosti i čitljivosti spomenutih predmeta kulturne baštine. Usprkos tomu što emajl na metalu u pravilu smatramo razmjerno trajnim i stabilnim materijalom, on u dodiru s okolišem postupno propada. Ova činjenica je posebno bitna za arheološke nalaze, kod njih su spomenuti procesi trajali i po nekoliko tisuća godina.
Od izrazitog značaja za proces konzervacije restauracije emajliranih predmeta je i temeljito, barem minimalno teoretsko, a poželjno i praktično poznavanje uzroka i značajki korozije metala i stakla, te najvažnijih osobina i tehnika emajliranja metala i njihovih slitina. Nadalje je neophodno i poznavanje osnova povijesnog razvoja umjetničkog emajliranja metala, kao i arheologije, te etnologije i tehnologije.

## Tehnologija nanošenja i propadanje emajla na metalu
Sam se postupak emajliranja metala u principu sastoji od nanošenja staklenog praha primjerenog sastava na metalni predmet koji je potpuno i temeljito očišćen od masnoće i oksida,te drugih nečistoća.Tako pripremljen se predmet zatim   izlaže temperaturi od od 750 - 900 stupnjeva Celzijusa.
Nakon što se prah   potpuno rastopi predmeti se vade iz peći i potom   polako ohlade,nakon toga se mogu dalje   dorađivati,ako je to neophodno.
Što emajl u sebi ima manje silikata to je osjetljiviji na propadanje.Također ako je upotrijebljena masa sastava neprilagođenog širenju i stezanju metalne podloge   može doći do stvaranja naprslina ili čak ljuštenja sloja emajla s metalne podloge.Nepovoljno utječe i prevelika količina alkalnih supstanci.

### Emajl na bakru
Najčešća podloga za umjetnički izvedene radove u emajlu,često dodatno pozlaćen.

### Emajl na   čeliku
Zbog niže cijene često korišten u suvremenom emajliranju,posebno kod radova većeg formata.Osnovna podloga kod industrijski proizvedene emajlirane robe.

### Emajl na srebru i slitinama
Često korišteno,no kod   nekih emajla zahtijeva   korištenje bezolovne emajl mase kao podloge.

### Emajl na zlatu i slitinama zlata
Vrlo skupa ali i ponajbolja podloga za emajl,prije svega za transparentne emajle.

## Umjetničke tehnike emajliranja
- Basse Taille - prozirni se emajl nanosi preko plitkog reljefa.
- Emajl Champleve - udubljena polja ispunjavaju se emajlom.
- Emajl Cloisonme- umjesto udubljenih polja ovdje se koriste polja omeđena žicom.
- Grisaille - u biti jedna od tehnika slikanog emajla.Slika se bijelom bojom na crnom emajlu.Varijanta ove tehnike je en Camaïeu tehnika,tu se umjesto na crni ili tamno plavi emajl bijela boja nanosi na prozirni emajl.
- Limoges - više oznaka porijekla predmeta, taj je francuski grad stoljećima bio jedan od najznačajnijih centara proizvodnje.No u principu označava i slikani emajl.
- Slikani emajl - slika se pomoću najfinije mljevenog emajla (kao tradicionalni medij koristilo se lavandino ulje, danas se mogu naći i boje s vodotopivim vezivom).
- Plique -a- jour - u ovoj tehnici emajl nema metalne podloge već se metal koristi samo kao okvir te podsjeća na vitraj.
- En Ronde Bosse- emajliranje na trodimenzionalnim objektima, najčešće nakitu.
- Emajl en résille sur verre - rijetko korištena francuska tehnika,emajl se nanosi na foliju koja se potom zatali na staklo.
- Rad sa šablonom - emajl se kroz izrezane uzorke posipa na predmet.
- Sgrafitto - na zataljeni emajl nanosi se emajlni prah druge boje, te se po njemu crta metalnim ili drvenim šiljkom.
- Kontra emajl - u biti se ne radi o posebnoj tehnici, već o emajlu nanešenom na stražnju stranu predmeta, u svrhu smanjenja unutarnje napetosti između staklenog sloja i metalnog nosioca.

U suvremenom se umjetničkom emajliranju pak sve ove tehnike često koriste zajedno,te se na emajl još nanosi i staklo,emajl se nanosi preko zlatne ili srebrne folije,kao i u keramici može se koristiti i tkz reduktivno pečenje,mogu se koristiti i gotove naljepnice(poznate još od kraja 18.stoljeća),emajl se   sipa na podlogu,a često se i intervenira na u peći rastaljenom emajlu,umjesto slikanja korištene su i fotografske tehnike,te sitotisak...

## Primjer sastava emajla za nakit
Na olovnoj osnovi,danas se rabe isključivo bezolovne varijante,barem u Europi.
Kvarc — 34-55
Borna kiselina ili boraks — 0-12,5
Soda — 3-8
Kalij karbonat — 1,5-11
Minij — 25-40
Fluorit — 0-2,5
Кriolit — 1-4
Каlijeva salitra — 0-2
Arsen — 0—4
Bojitelj (oksid bakra,željeza,kobalta,kroma,mangana) — 0,1—5,0

Taljevina 2.,na olovnoj osnovi:
kvarcni pijesak 60 težinskih dijelova
kreda      30
kalcinirani boraks     60
minij      10 - 30
kositar oksid   50 - 90
Bezolovna smjesa za osnovu:
kvarcno brašno 3 težinska djela
taložena kreda   1
kalcinirani boraks   3

## Osnovni bojitelji
Za bijelu: kositar oksid
Za žutu : antimon oksid,srebrni oksid,željezo oksid,uran oksid
Za crvenu: željezo oksid,natrij zlato klorid,kositar klorid/zlato klorid,Kasijev purpur
Za narančastu : mješavine žuto i crveno obojenih masa
Za zelenu. bakar oksid,krom oksid,željezni-II-oksid
Za plavu : kobalt oksid,kobalt silikat
Za ljubičastu. mangan oksid
Za smeđu: željezo oksid
Za crnu: željezo-II-oksid u većim količinama

## Osnovni postupci konzervacije restauracije emajla
U principu dobro očuvane povijesne predmete možemo čistiti tamponima minimalno natopljenim destiliranom vodom. Kod arheoloških predmeta isključivo pažljivo mehaničko čišćenje. Nipošto ne koristiti ultrazvuk!Kao jednostavno ljepilo te kao konsolidant može se koristiti ugušćena otopina Paraloida B 72 ( za konsolidaciju jako razrijeđena otopina!).Danas su u fazi razvoja materijali bazirani na ORMOCER-u (organsko anorganski hibridni polimer ORMOCER OR G 50 te OR B 30).Nedostajuće dijelove upotpunimo pomoću Paraloida B 72 pomiješanog s pigmentima, ili u slučaju transparentnog emajla bojiteljima.
U nekim slučajevima ( brojčanici satova ) mogle bi se koristiti i samoljepive pomoću inkjet printera izrađene rekonstrukcije .Postoje i brojni gotovi proizvodi,spomenimo Ceramit(R) kao jedan od najpoznatijih.Za razliku od Paraloida B 72 radi se ireverzibilnom materijalu .

### Dokumentiranje stanja predmeta
Obavezno uključuje stanje prije,tijekom i nakon zahvata.Dio dokumentacije mora biti i preporuka za daljnje održavanje predmeta.

### Identifikacija   korištene tehnologije
Osim vizualnog pregleda obavezno uključuje i nedestruktivne analitičke metode.

### Identifikacija procesa propadanja
Također osim vizualnog pregleda obavezno uključuje i nedestruktivne analitičke metode.

## Preventivna konzervacija
Relativna vlaga najviše 40 - 45 %,kod nestabilnih predmeta najviše 38 % ili manje.Temperatura u čuvaonici od 18 do najviše 22 C.Rasvijeta do 150 lx.

## Školovanje konzervatora restauratora emajla na metalu
Trenutačno kod nas nema specijalističkog školovanja za ovu grupu predmeta.Domaće zbirke emajliranih predmeta malene su,na predmetima ove vrste kod nas najčešće rade konzervatori restauratori metala.

## Vanjske poveznice
- ENAMEL CONNECTION network - nezavisna mreža za konzervaciju emajla  Arhivirana inačica izvorne stranice od 20. veljače 2021. (Wayback Machine)
- Experts Meeting on Enamel Conservation,Germolles 2006.
- Extended Abstracts ENAMEL 2010,Frick Collection,New York
- 4th Biennial Experts’ Meeting on Enamel on Metal Conservation, Barcelona 2012.
- 5TH EXPERTS' MEETING ON ENAMEL ON METAL CONSERVATION,London 2014.
- ENAMEL 2018. Stuttgart Extended Abstracts  Arhivirana inačica izvorne stranice od 14. lipnja 2018. (Wayback Machine)
- Gall Ortlik,A. A Concise Bibliography on Technology,Deterioration and Conservation of Enamels on Metal(2018.)  Arhivirana inačica izvorne stranice od 14. lipnja 2018. (Wayback Machine)
- Etude et conservation-restauration d’un Qilin en émail cloisonné chinois provenant du musée des Arts décoratifs de Paris
- [https://eprints.ucm.es/1690/1/H1007101.pdf LA ELECTROQUíMICA Y LAS POLIAMIDAS EN LA RESTAURACION

REVERSIBLE Y A FUEGO DE LA ORFEBRERíA ESMALTADA]  Arhivirana inačica izvorne stranice od 3. studenoga 2018. (Wayback Machine)
- [neaktivna poveznica]
- Renaissance Enameled Gold Jewelry: Distinguishing Between Old and New

## Video prezentacije posvećene konzervaciji restauraciji emajla
- Snimka predavanja Angelo Agostinoa: "Authentication of Limoges Enamels by Noninvasive.. (online)
- Snimka predavanja A.Gall Ortlik: A concise bibliography on enamel conservation  (online)
- Snimka predavanja Birgit Schwahn "Footed Bowl or Only A Bowl? The Investigation of a Seventeenth-Century Limoges Painted Enamel Object" (online)
- How was it made? Champlevé enamelling
- Il restauro della Croce reliquiario, XIV-XV secolo (Bottega senese)